# 紫頭巾
『紫頭巾』（むらさきずきん）は、寿々喜多呂九平原作による日本の時代劇作品である。また、時代劇『江戸を斬る』シリーズに登場する謎の覆面剣士の名称としても使用されている。

## 概要
紫頭巾は1923年（大正12年）7月、マキノ映画製作所製作・牧野省三・金森万象共同監督、市川幡谷主演による映画『浮世絵師 紫頭巾』が最初であり、この作品の脚本がこれがデビュー作となる寿々喜多呂九平であったため、以後も紫頭巾各作品は「原作：寿々喜多呂九平」となっている。
舞台は江戸時代の天明期、老中・田沼意次が幕政を主導していたいわゆる田沼時代。市民を困らせる金権政治を展開し、意次は息子の意知と共に悪徳老中親子としてその名は江戸市中に轟いていた。その汚れた世の中を正さんと、秘剣術『修羅八双』を以ってして悪人たちを成敗する正義の味方『紫頭巾』が現れ、その活躍ぶりは庶民の間で評判になり、紫頭巾は浮世絵師・狩田秀麿と人気を二分する存在となった。その秀麿こそ、紫頭巾の仮の姿だった。

## 映画
紫頭巾の映画作品は『浮世絵師 紫頭巾』（1923年）、『佐平次捕物帖 新釈紫頭巾』（1926年）、『佐平次捕物帳 紫頭巾』（1949年）、『紫頭巾』（1958年）、『変幻紫頭巾』（1963年）が製作されている。 

### 1923年版『浮世絵師 紫頭巾』
1923年7月9日公開。寿々喜多呂九平脚本，金森万象監督，市川幡谷主演。製作はマキノ・プロダクション（等持院撮影所）。画面展開のスピード感，物語の怪奇ロマン的魅力，虚無的な人物像の生々しさ、真剣を用いた立回りの迫真性などあらゆる点で新鮮さに満ち、大ヒットとなった。

#### スタッフ
- 原作・脚色：寿々喜多呂九平
- 監督：金森万象
- 撮影：宮崎安吉

#### キャスト
- 市川幡谷
- 勝川又蔵
- 片岡松太郎
- 嵐冠三郎
- 片岡市太郎

### 1958年版『紫頭巾』
1958年10月29日公開。配給は東映。

#### スタッフ
- 原作：寿々木多呂九平
- 企画：玉木潤一郎
- 脚本：西川清之、高岩肇
- 撮影：三木滋人
- 美術：井川徳道
- 音楽：高橋半
- 録音：佐々木稔郎
- 照明：田中憲次
- 編集：宮本信太郎
- 和楽：望月太明吉
- 舞踊振付：滝川はやみ
- 美術考証：山口玲煕
- 進行主任：徳田米雄
- 現像：東洋現像所
- 装置：御館進
- 背景：吉村藤太郎
- 装飾：川本宗春
- 記録：梅津泰子
- 衣裳：岩谷保
- 美粧：林政信
- 結髪：西野艶子
- スチール：江崎洋
- 擬斗：足立伶二郎
- 助監督：龍伸之介
- 撮影助手・計測：萩屋信
- 照明助手：小林康信
- 録音助手：平太郎
- 美術助手：白根徳重
- 編集助手：細谷修三
- 演技事務：雄山益造
- 進行：柴野康明
- 監督：大西秀明

#### キャスト
- 新倉真十郎／筧竜太郎／狩田秀麿／紫頭巾：片岡千恵蔵
- 海老沢八弥：里見浩太郎
- お仙：桜町弘子
- 喜美：丘さとみ
- お波：千原しのぶ
- 徳川家斉：片岡栄二郎
- 田沼意知：石井一雄
- 柿村主膳：吉田義夫
- 加久一剣：阿部九洲男
- 津山三平次：清川荘司
- 仙北六兵衛：楠本健二
- 太田大学：加藤浩
- 佐伯山城守：加賀邦男
- 細川越中守：香川良介
- 神谷一心斎：高松錦之助
- 佐平次：原健策
- 金次：中田ダイマル
- 銀三：中田ラケット
- 信楽屋治右衛門：市川小太夫
- 芝梅：市丸(ビクターレコード)
- 金座の徳兵衛：尾上華丈
- 玄伯：矢奈木邦二郎
- 海老沢頼母：月形龍之介
- 秋元但馬守：大河内伝次郎
- 田沼意次：山村聡

## テレビドラマ

### 1961年版
1961年9月21日 - 同年12月28日に関西テレビ系列・フジテレビ系列の毎週木曜18:15 - 18:45で放送。全15回。モノクロ放送。任天堂の一社提供。唯一の在阪準キー局制作で、児童向け作品として製作された。
本作では紫頭巾は、危機一髪のシーンに尺八を持った謎の虚無僧として現れ、その尺八の音を前ぶれとして紫頭巾に変わり、痛快な活躍を見せるという内容。 
なお主演の夏目俊二は、後述の1972年版でも第23話でゲスト出演している。

#### キャスト
- 夏目俊二
- 岡喬
- 妻紀一平
- 高杉玄
- 頭師孝雄
- 眞木祥次郎
- 楠義孝
- 市川猿十郎
- 市川小金吾
- 中田光彦
- 弘世東作
- 江並隆
- 土田早苗
- 長谷川拡子
- 二条富子
- 日夏有里
- 初風淳
- 長谷川みのる
- 楠栄二
- 内田朝雄
- 男城輝

#### スタッフ
- 原作：寿々喜多呂九平
- 脚本：八尋滝夫、梅林貴久生、山本博三
- 監督：辻村光慶
- 殺陣：葉山信二
- 撮影技術：川島清孝、梁井潤
- 照明：方山忠夫
- 録音：長谷川圭市
- 美術：藤田哲朗
- 音楽：堤五郎
- 制作：関西テレビ、宝塚映画製作所

#### サブタイトル
1. 怪盗まだら頭巾　（1961年9月21日）
2. 狙われた壱万両　（1961年9月28日）
3. 渦巻城　（1961年10月5日）
4. 赤い金将　（1961年10月12日）
5. 黒い宿場　（1961年10月19日）
6. 破れた罠　（1961年10月26日）
7. 謎の挑戦状　（1961年11月2日）
8. 恐怖の谷　（1961年11月9日）
9. 江戸の狼　（1961年11月16日）
10. 爆殺陰謀団　（1961年11月23日）
11. 飴売り兄妹　（1961年11月30日）
12. 二人の若者　（1961年12月7日）
13. 邪剣必殺流　（1961年12月14日）
14. 忍者の怪盗　（1961年12月21日）
15. 謎の挑戦状（再放送）　（1961年12月28日）

| フジテレビ 木曜18:15 - 18:45枠 | フジテレビ 木曜18:15 - 18:45枠 | フジテレビ 木曜18:15 - 18:45枠 |
| 前番組                         | 番組名                         | 次番組                         |
| ------------------------------ | ------------------------------ | ------------------------------ |
| 変幻三日月丸 （再）            | 紫頭巾 （1961年版）            | アニーよ銃をとれ （再）        |

### 1972年版
毎週木曜日20：00～20：56の枠で放送。全26話、カラー放送。主人公の仮の姿の絵師の名前は狩田秀麿であるが、もう一つの名前は「扇喬之介」となっている。
第14話から本作のタイトルが『紫頭巾事件帖』（むらさきずきんじけんちょう）と改題。これと共に、狩田秀麿の役設定が「瓦版屋お抱えの挿絵描き」という形に若干変更されている。

#### キャスト
- 狩田秀麿／扇喬之介／紫頭巾：浜畑賢吉
- 早縄左平次：和田浩治
- とんがり松：東八郎
- 山本源水：三谷昇
- お初：田坂都
- 園絵：新藤恵美
- おえん：二本柳敏恵
- お美乃：酒井靖乃
- 此県大吉：田村亮
- 戸ヶ崎熊太郎：大友柳太朗
- 三浦庄司：外山高士
- 大月東馬：大和田進
- 春名源四郎：森章二
- 呼売り吉五郎：荻島真一
- 北村光生
- 野田一生
- 田沼意次：渥美国泰
- 田沼意知：伊藤義高
- 松平定信：勝呂誉
- ナレーター：梶本潔（1話～13話）、泉田行夫（14話～26話）

#### スタッフ
- 原作：寿々喜多呂九平
- プロデューサー：東陽（東京12チャンネル）、白石吉之助（松竹）、藤川忠勝（松竹）
- 脚本：鳴滝珊平、宮川一郎、鈴木兵吾、森田新、吉田哲郎
- 監督：田中徳三、安田公義、松野宏軌、的井邦雄、西山正輝
- 音楽：山下毅雄
- 殺陣：二階堂武
- スタント：宍戸大全
- 企画：東京12チャンネル
- 制作：松竹株式会社

#### 主題歌
- 浜畑賢吉『右手に怒りを左手に愛を』（作詞：阿久悠、作曲：山下毅雄　発売：RCAレコード）

#### 放映リスト
| 話数 | 放送日        | サブタイトル         | 脚本     | 監督     | ゲスト出演者 |
| ---- | ------------- | -------------------- | -------- | -------- | --- |
| 1    | 1972年4月6日  | 人肌京人形           | 鳴滝珊平 | 田中徳三 | 的場弥十郎：宮部昭夫、荒木雅子 |
| 2    | 1972年4月13日 | 御用船炎上           | 鳴滝珊平 | 田中徳三 | 浅香伝七郎：村井国夫、的場弥十郎：宮部昭夫、藤沢薫、日高久、出水憲司、重久剛、鳥居丹波守：北原将光、後藤三右衛門：沢田トモ、飯飼五郎太夫：中林章               |
| 3    | 1972年4月20日 | しぐれ早縄夜空を走る | 宮川一郎 | 安田公義 | 熱田洋子、和田正信 |
| 4    | 1972年4月27日 | 必剣朝焼けの空に斬る | 鳴滝珊平 | 安田公義 | 高森玄、伊吹新吾、桃山みつる、桑原悦子、永野達雄、近江輝子、伴勇太郎、三木昭八郎、北野拓也、藤田恵美子、日高久                                                 |
| 5    | 1972年5月4日  | 仇討ち恋歌           | 宮川一郎 | 田中徳三 | おそで：土田早苗、剣持伴紀、五味竜太郎、小柳圭子、阿木五郎、北見唯一                                                                                           |
| 6    | 1972年5月11日 | 危機一髪             | 宮川一郎 | 松野宏軌 | ジュディ・オング、神太郎、寺島雄作、筒井浩二、大竹修造、石川健、芝本正、吉田聖一、小泉一郎、小柳圭子                                                           |
| 7    | 1972年5月18日 | 暗殺の赤い矢         | 鳴滝珊平 | 松野宏軌 | 戸浦六宏、岡本健、山村弘三、牧野児朗、徳川家治：浜田雄史 |
| 8    | 1972年5月25日 | 名刀は深夜に消えた   | 鈴木兵吾 | 的井邦雄 | 世阿弥：河野秋武、宮口二郎、小川ひろみ、鈴木金哉、柳川清 |
| 9    | 1972年6月1日  | 機密暴露作戦         | 宮川一郎 | 的井邦雄 | 水沢新十郎：里見浩太朗、湊屋：永田光男、梅津栄、香月京子、千代田進一、尾張大納言（徳川宗睦）：高崎継義                                                         |
| 10   | 1972年6月8日  | 怪談・あじさいの女   | 宮川一郎 | 西山正輝 | お雪・おみね：野川由美子、山岡徹也、伊原幹雄、中村信子、村井京之輔、的場弥十郎：宮部昭夫                                                                       |
| 11   | 1972年6月15日 | 女スリ緋牡丹お島     | 森田新   | 西山正輝 | お島：桑原幸子、太田博之、丹羽又三郎、浜田ゆうこ、斉藤信也、髙田次郎、堀北幸夫、徳田実、西崎健、丸尾好弘、吉田聖一、大河内善兵衛：黛康太郎                     |
| 12   | 1972年6月22日 | この女一万両なり     | 吉田哲郎 | 松野宏軌 | ちさと：御影京子、真鍋玄斎：佐々木孝丸、曲九五郎：早川研吉、相模屋重兵衛：松宮五郎、大丸二郎、井上三千男、西山辰夫、千葉敏郎、伝法三千男、長良俊二、池田道春   |
| 13   | 1972年6月29日 | 必殺剣! 破れ蛇の目   | 鳴滝珊平 | 安田公義 | 中村仲蔵：片岡秀六、四条公彦、丘夏子、那智映美、山下富美代、伴勇太郎、三木昭八郎、北野拓也、出水憲司、村井京之輔、飯飼五郎太夫：中林章、大河内善兵衛：黛康太郎 |
| 14   | 1972年7月6日  | 火事と喧嘩と恋と     | 宮川一郎 | 松野宏軌 | お小夜：尾崎奈々、好太郎：大和田伸也、黒木進、松本幸男、守田学哉、唐沢民賢、古川ロック、宮川龍児                                                               |
| 15   | 1972年7月13日 | お化け屋敷の秘密     | 森田新   | 安田公義 | お美代：麻田ルミ、源次：長沢純、正次：加賀爪芳和、三吉：香川雅人、義助：加賀邦男、川合伸旺、立岡晃、不破潤、神戸瓢介、玉生司郎                                 |
| 16   | 1972年7月20日 | 地獄の祭礼           | 吉田哲郎 | 安田公義 | お文：江夏夕子、伝九郎：郷鍈治、庄吉：長谷川明男、おつる：押田美香、八百蔵：山本一郎、山下千栄、田村保                                                         |
| 17   | 1972年7月27日 | 岡っ引き殺人事件     | 吉田哲郎 | 西山正輝 | 武原英子、亀石征一郎、高松しげお、水島弘、大橋一元、杉山光宏、松岡与志雄、小谷悦子、佐藤允                                                                     |
| 18   | 1972年8月3日  | 追跡!!三千万両の謎   | 森田新   | 西山正輝 | さすらいの吉：佐藤允、お京：珠めぐみ、小林勝彦、深田鉄、入江慎也、大河内善兵衛：黛康太郎                                                                       |
| 19   | 1972年8月10日 | 殴り込み女仁義       | 宮川一郎 | 松野宏軌 | おせい：中尾ミエ、政吉：森次晃嗣、三次：西田良、藤岡重慶、富田浩太郎、石浜祐次郎、三上左京、小沢文也、浜伸二                                                   |
| 20   | 1972年8月17日 | じゃじゃ馬つむじ風   | 吉田哲郎 | 松野宏軌 | お春：榊原るみ、松前屋兵助：河原崎長一郎、泉州屋甚右衛門：高品格、難波屋幸兵衛：天草四郎、上野山功一、笹吾郎、下元年世                                         |
| 21   | 1972年8月24日 | 芋侍罷り通る         | 森田新   | 的井邦雄 | 猫田彦左衛門：長門勇、お栄：ビーバー、高井宗全：天王寺虎之助、西山恵子、原聖四郎、瀬下和久、高橋ヨシコ、大林隆介                                               |
| 22   | 1972年8月31日 | 恋の包丁殺人事件     | 宮川一郎 | 的井邦雄 | お俊：丘みつ子、伸太郎：平井昌一、小田甚三郎：睦五郎、伝次：穂積隆信、文字春：谷口香、錦とも子、藤尾純                                                         |
| 23   | 1972年9月7日  | 血を呼ぶ祝言         | 森田新   | 安田公義 | お静：吉沢京子、おみね：吉行和子、長谷彦四郎：夏目俊二、佐吉：矢野間啓治、長一郎：大竹修造、お豊：三浅徳子                                                     |
| 24   | 1972年9月14日 | 尼寺に?              | 宮川一郎 | 安田公義 | お光：ピーター、春日尼：川崎あかね、蓮月尼：瞳麗子、貞仙尼：京春上、妙法尼：松木聖、田所清次郎：斉隆寺忠雄、長崎屋五兵衛：永田光男                             |
| 25   | 1972年9月21日 | ドロボー大作戦       | 吉田哲郎 | 松野宏軌 | お照：東三千、駒造：桜井センリ、金次：犬塚弘、スーザン：スーザン・ノザキ、牧冬吉                                                                               |
| 26   | 1972年9月28日 | さらば江戸よ         | 森田新   | 松野宏軌 | 仙造：清川新吾、小畑登之助：中村章、お梅：沢井桂子、絹：松山紀子、稲葉屋：小柴幹治、柴俊夫、長沢良治、中野淳、五味竜太郎                                       |

#### ネット局
- 毎日放送 - 木曜日20：00〜20：56（1972年4月6日～1972年9月28日、同時ネット）
- 中京テレビ - 木曜日21：30〜22：26（1972年4月13日～1972年10月5日）
- 北海道文化放送 - 水曜日22：00〜22：56（1972年4月12日～1972年10月4日）
- 仙台放送 - 土曜日17：00〜17：56
- 新潟放送 - 金曜日9：45〜10：35（1972年6月23日～1972年12月15日）
- 静岡放送 - 月曜日16：00〜16：55（1972年10月2日～1973年4月16日）
- 富山テレビ - 火曜日22：00〜22：56（1972年4月25日～1972年10月17日）
- 石川テレビ - 火曜日23：15〜24：11（1972年5月9日～1972年10月17日）
- 中国放送 - 金曜日16：00〜16：56（1972年6月23日～1972年12月15日）
- 西日本放送 - 日曜日22：30〜23：26（1972年4月22日～1972年10月14日）
- テレビ愛媛 - 水曜日22：00〜22：56（1972年5月3日～1972年10月25日）
- RKB毎日放送 - 土曜日14：00〜14：56（1972年6月4日～1972年11月25日）
他

| 東京12チャンネル 木曜20:00〜20:56枠 | 東京12チャンネル 木曜20:00〜20:56枠 | 東京12チャンネル 木曜20:00〜20:56枠 |
| 前番組                              | 番組名                              | 次番組                              |
| ----------------------------------- | ----------------------------------- | ----------------------------------- |
| ただ今ヒット中!                     | 紫頭巾 ↓ 紫頭巾事件帖               | おんな組アクション控                |

### 1982年版
フジテレビの『時代劇スペシャル』の枠で、1982年2月19日に『紫頭巾 黄金の秘密』（むらさきずきん おうごんのひみつ）、1982年11月5日に『紫頭巾 京洛の大粛清』（むらさきずきん きょうらくのだいしゅくせい）のそれぞれのタイトルで、2作放映された。

#### 紫頭巾 黄金の秘密

##### キャスト
- 筧竜太郎／狩田秀麿／紫頭巾：高橋英樹
- お波：長谷直美
- お仙：池波志乃
- 喜美：山本みどり
- 海老沢八弥：宮内洋
- 大野徳兵衛：川合伸旺
- 小沢栄太郎
- 内田稔
- 黒川弥太郎
- 今井健二
- うえだ峻
- ガッツ石松
- 福本清三
- 田沼意次：大木実
- 田沼意知：中尾彬
- ナレーター：小池朝雄

##### スタッフ
- 原作：寿々喜多呂九平、高岩肇
- 脚本：志村正浩
- 音楽：津島利章
- 監督：山下耕作
- 制作：東映、フジテレビ

#### 紫頭巾 京洛の大粛清
本作では、それまで江戸で現れていた紫頭巾が大阪に現れるという物語。大阪では豪商の浪花屋が、公家の姉小路、大阪城代の出雲守と組み、市中で権力を振るっていた。年貢米の代わりに高利で金を借りるなどしていたため、破産寸前の大名も出ていた。そんな世の中を正すため、紫頭巾が乗り込んだ。
本作では主人公の名前は「響竜太郎」、仮の姿の絵師の名前は「尾形梅雪」となっている。

##### キャスト
- 響竜太郎／尾形梅雪／紫頭巾：高橋英樹
- お民：荒木由美子
- あやめ太夫：鮎川いずみ
- 江戸の目明し・喜平太：北見唯一
- 浪花屋：遠藤太津朗
- 姉小路：石橋蓮司
- 安部潮
- 日高久
- 高峰圭二
- 有川正治
- 松村康世
- 大阪城代・出雲守：青木義朗
- 筆頭老中・松平越中守定信：中条きよし
- ナレーター：小池朝雄

##### スタッフ
- 原作：寿々喜多呂九平
- 脚本：志村正浩
- 音楽：津島利章
- 監督：工藤栄一
- 制作：東映、フジテレビ

| フジテレビ系 時代劇スペシャル                | フジテレビ系 時代劇スペシャル         | フジテレビ系 時代劇スペシャル         |
| 前番組                                       | 番組名                                | 次番組                                |
| -------------------------------------------- | ------------------------------------- | ------------------------------------- |
| 姫四郎流れ旅 （1982年2月12日）               | 紫頭巾 黄金の秘密 （1982年2月19日）   | 新吾十番勝負 第二話 （1982年2月26日） |
| 素浪人罷り通る 血煙りの宿 （1982年10月29日） | 紫頭巾 京洛の大粛正 （1982年11月5日） | 地獄の掟 （1982年11月12日）           |